# Strada Statale 516 Piovese
Die Strada Statale 516 Piovese (Abkürzung: SS 516) ist eine italienische Staatsstraße in Norditalien,  die von Padua  nach Adria führt. Sie liegt komplett in den italienischen Region Venetien  und ist 46,4 km lang. 
Eine wichtige Aufgabe hat die SS 516, da sie die SS 309, Chioggia  und das Meer mit Padua verbindet.

## Verwaltung
Zwischen Padua und Piove di Sacco wird die Straße von der ANAS verwaltet, insgesamt 21,803 km. Der Rest wurde vor wenigen Jahren an die Regionen übergeben, die Firma Veneto Strade SpA. verwaltet seitdem den Abschnitt mit einer Länge von 29,220 km. In diesem Abschnitt wird sie als SR 516 (Strada Regionale 516 Piovese) bezeichnet.

## Verlauf
Die Strecke beginnt in Padua und führt südöstlich zuerst nach Legnaro und erreicht dann Piove di Sacco bei km 17,4. 
Die Strecke ist eben und gerade und verläuft in der Poebene.
Ein Streckenteil führt dann weiter über den Fluss Brenta zur SS 309, in welche sie dann einmündet. 
Die SS 516 verläuft ab Piove di Sacco südlich und kommt an Pontelongo und Pegolotte vorbei. 
Anschließend überquert sie die Etsch und kommt beim Ort Cavarzare vorbei. 
Nach 46 km hat die SS 516 Adria  erreicht.